# Futbol Club Barcelona Bàsquet 1992-1993
Questa voce raccoglie le informazioni riguardanti il Futbol Club Barcelona Bàsquet nelle competizioni ufficiali della stagione 1992-1993.

## Stagione
La stagione 1992-1993 del Futbol Club Barcelona Bàsquet è la 35ª nel massimo campionato spagnolo di pallacanestro, la Liga ACB.
All'inizio della nuova stagione la Federazione decise di modificare il regolamento riguardo al numero di giocatori stranieri consentiti per ogni squadra che così venne allargato a tre.

## Roster
Aggiornato al 3 dicembre 2021.
| Barcelona Banca Catalana 1992-93 | Barcelona Banca Catalana 1992-93 |
| Giocatori                        | Staff tecnico                    |
| -------------------------------- | -------------------------------- |

| N. | Naz.                   | Ruolo | Nome                          | Anno | Alt.   | Peso   |  |
| -- | ---------------------- | ----- | ----------------------------- | ---- | ------ | ------ |  |
| 4  | Spagna (bandiera)      | AG    | Andrés Jiménez                | 1962 | 205 cm | 91 kg  |  |
| 5  | Spagna (bandiera)      | P     | José Luis Galilea             | 1972 | 187 cm | 80 kg  |  |
| 6  | Spagna (bandiera)      | AP    | Roger Esteller                | 1972 | 191 cm | 96 kg  |  |
| 7  | Spagna (bandiera)      | P     | Oliver Fuentes                | 1975 | 194 cm |        |  |
| 8  | Spagna (bandiera)      | C     | Berni Tamames                 | 1973 | 206 cm |        |  |
| 8  | Spagna (bandiera)      | AG    | José María Pedrera            | 1972 | 200 cm |        |  |
| 8  | Spagna (bandiera)      | C     | Ángel Almeida                 | 1972 | 215 cm |        |  |
| 8  | Spagna (bandiera)      | C     | Víctor Alemany                | 1975 | 206 cm |        |  |
| 9  | Stati Uniti (bandiera) | A     | Mike Jones                    | 1967 | 201 cm | 105 kg |  |
| 10 | Spagna (bandiera)      | PG    | José Antonio Montero          | 1965 | 193 cm | 91 kg  |  |
| 11 | Jugoslavia (bandiera)  | C     | Zoran Savić                   | 1966 | 206 cm | 116 kg |  |
| 12 | Spagna (bandiera)      | AG    | José Antonio Paraíso          | 1971 | 203 cm | 100 kg |  |
| 13 | Spagna (bandiera)      | AC    | Francisco Zapata              | 1966 | 201 cm |        |  |
| 14 | Stati Uniti (bandiera) | C     | Audie Norris                  | 1960 | 206 cm | 104 kg |  |
| 14 | Stati Uniti (bandiera) | C     | Tom Gneiting                  | 1964 | 207 cm |        |  |
| 15 | Spagna (bandiera)      | GA    | Juan Antonio San Epifanio (C) | 1959 | 198 cm | 89 kg  |  |

| Allenatore |
| - Aíto García Reneses (fino al 30 settembre) - Joaquim Costa (dal 30 settembre)                                                      |
| Assistente/i |
| - Joaquim Costa (fino al 30 settembre) - Aíto García Reneses (dal 30 settembre) Legenda - (C) Capitano - (IN) Inattivo - Infortunato |

## Mercato

### Sessione estiva
| Acquisti | Acquisti             | Acquisti         | Acquisti   | Acquisti |
| R.a      | Nome                 | da               | Modalità   |          |
| -------- | -------------------- | ---------------- | ---------- | -------- |
| AG       | José Antonio Paraíso | Cajamadrid       | definitivo |          |
| A        | Mike Jones           | Pau-Lacq-Orthez  | definitivo |          |
| C        | Tom Gneiting         | Ciudad de Huelva | definitivo |          |

| Cessioni | Cessioni          | Cessioni     | Cessioni       | Cessioni |
| R.       | Nome              | a            | Modalità       |          |
| -------- | ----------------- | ------------ | -------------- | -------- |
| C        | Piculín Ortiz     | Andorra      | fine contratto |          |
| P        | Ignacio Solozábal |              | ritirato       |          |
| C        | Steve Trumbo      | Siviglia     | fine contratto |          |
| A        | Lisard González   | Peñas Huesca | fine contratto |          |
| P        | Jordi Soler       | Llíria       | fine contratto |          |
| C        | Daniel Rovira     | Santfeliuenc | fine contratto |          |